# 알제 함락 (1529년)

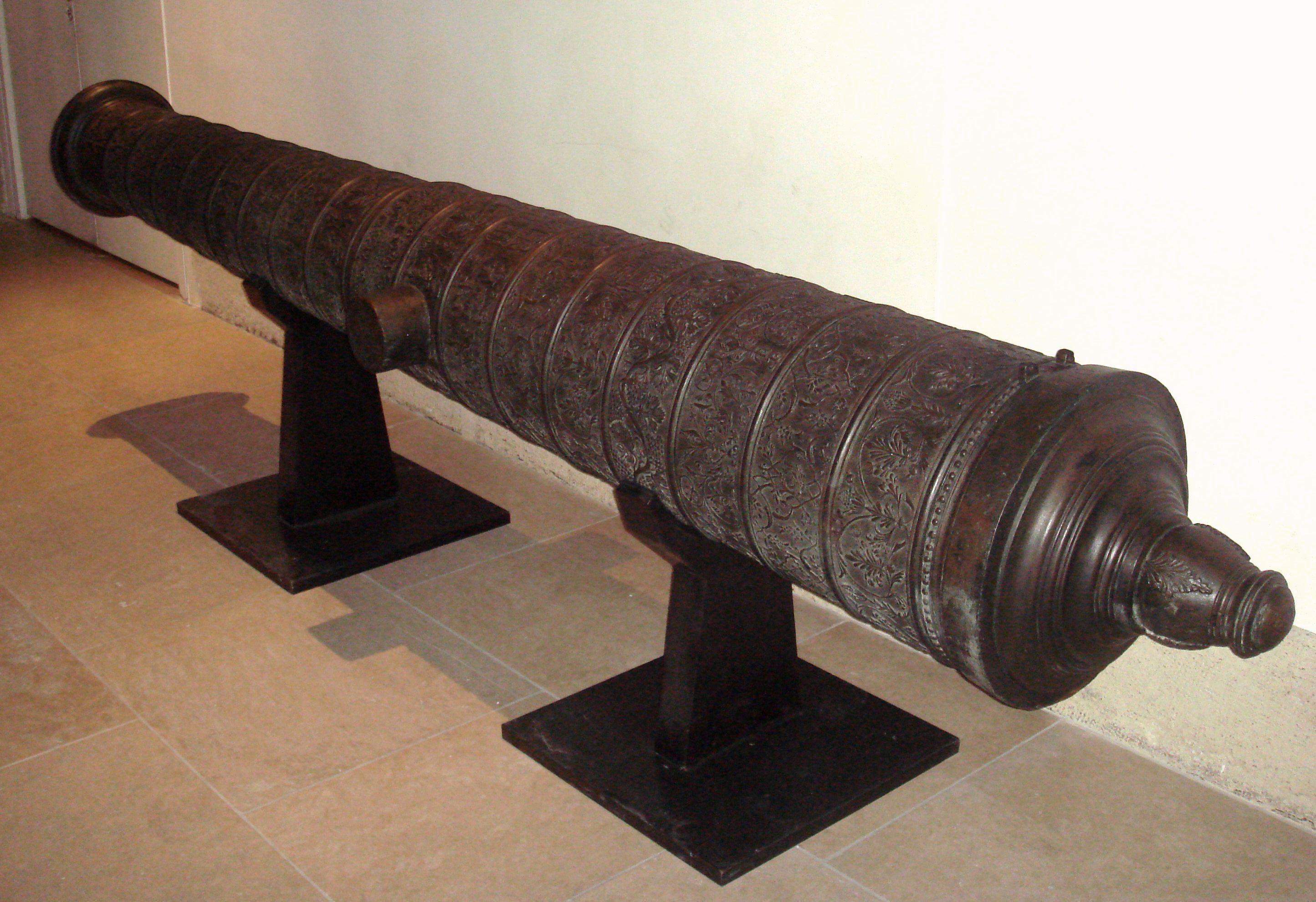
1581년 10월 8일 알제에서 주조된 오스만 대포. 길이 385cm, 구경 178mm, 무게 2910kg. 파리 군사 박물관 소장.

알제의 페뇬 함락은 1529년 5월 29일 오스만령 알제리 수도 알제의 총사령관 (베일레르베이)으로 있던 오스만 장군 바르바로스 하이레딘 파샤가 스페인군이 주둔하던 페뇬 요새를 점령한 사건이다.

## 배경
1510년 스페인군은 알제 앞바다의 작은 섬인 페뇬섬에 거점을 두고 지역 통치자인 살림 알투미에게 주둔을 승인할 것과 조공을 바칠 것을 명시한 강제조약을 체결하였다. 이후 페뇬섬에는 200명의 수비대가 주둔하는 요새가 건설되었는데 스페인어로 엘 페뇬 데 아르헬 요새라 불렀다. 살림 알투미는 스페인으로 가서 페란도 2세를 알현하여 순종할 것을 직접 맹세해야 했다.
1516년 알제의 아미르가 된 살림 알투미는 스페인군을 몰아내기 위해 오스만 출신 해적 형제 오루츠와 바르바로스 하이레딘을 불러들였다. 오스만군을 이끌고 온 오루츠는 되려 살림 아투미가 스페인군과 음모를 꾸미고 있다고 판단하며 살림을 암살하고 마을을 점령하였다. 이후 스페인은 1516년 돈 디에고 데 베라 장군의 원정대를, 1519년 돈 우고 데 몽카다 장군의 원정대를 파견하여 알제 시를 점령하고자 하였으나 두 차례 모두 실패로 끝났다.
1518년 틀렘센 함락 당시 오루츠 장군이 사망하자 바르바로스 하이레딘은 그의 뒤를 이었다. 그러나 앞서 바르바로스가 알제를 점령할 수 있었던 것은 오스만 제국의 술탄 셀림 1세가 지원해준 덕이었는데 1520년 술탄이 세상을 떠나면서 군사적 지원을 받을 수 없게 되었고, 이로 인해 바르바로스는 1524년 현지 카빌인 세력의 공격에서 패퇴하여 알제 시를 포기, 본인의 영지인 지젤리로 후퇴하게 되었다.

## 재정복
1529년 1월 황제 페르디난트 1세에게 전쟁을 선포한 쉴레이만 대제는 서부 지중해에서 공세를 펼치기로 마음먹고, 바르바로스에 대한 국가 차원의 군사지원을 재개하게 되었다.
예니체리 병력 2,000명과 포병, 군자금 등을 나라에서 지원받은 바르바로스는 본격적인 공세에 앞서 알제의 셰이크를 모시던 자들에게 뇌물을 뿌려 변심하게 만들었다. 알제의 민심을 얻은 바르바로스는 페뇬섬의 스페인군 요새를 포위하기 시작하였다.
당시 페뇬 요새에는 돈 마르틴 데 바르가스의 스페인군이 주둔하고 있었는데 본국의 지원 없이 22일 동안 포격을 견뎌내었다. 전투 과정에서 바르가스는 곤봉에 맞아 전사하였고, 25명의 스페인 병사가 끝까지 저항하였으나, 결국 1529년 5월 29일 항복을 선언하였다. 이후 페뇬 요새는 해체되었으며, 해체하면서 나온 돌무더기는 기독교도 노예를 부려 알제 앞바다에 방파제를 쌓는 데 활용되었다.

## 여파
페뇬 요새를 함락시킨 바르바로스는 알제를 주기지로 삼아 이후 수년간 바르바리 연안의 습격에 나섰다. 1541년에는 신성로마제국의 합스부르크가 황제 카를 5세가 알제를 탈환하기 위해 원정에 나섰으나 실패로 끝났다. 그 후로 알제는 300년 동안 오스만 제국의 지배하에 있다가 1830년 프랑스의 침공으로 프랑스 영토가 되었다.

## 참고자료
- Garnier, Edith L'Alliance Impie Editions du Felin, 2008, Paris ISBN 978-2-86645-678-8 Interview